# Adventure Island (Florida)
Koordinaten: 28° 2′ 29″ N, 82° 24′ 48″ W
Adventure Island ist ein etwa 30 Hektar großer Wasserpark in Tampa (Florida), der am 7. Juni 1980 eröffnet wurde. Der Park, der direkt gegenüber von Busch Gardens gelegen ist, gehört zu SeaWorld Parks & Entertainment, einem Tochterunternehmen der Blackstone Group. Er umfasst zehn Wasserrutschen, einen Strömungskanal, ein Wellenbad und zwei Wasserspielplätze. Das Hauptthema des Parks ist Key West.

## Attraktionen

### Körperrutschen

#### Caribbean Corkscrew
Caribbean Corkscrew ist eine geschlossene doppelte Körperrutsche, die ca. 70 Meter lang ist. Die beiden Rutschröhren sind hierbei jedoch miteinander verwirbelt und umkreisen sich bis zum Auslaufbecken gegenseitig.

#### Water Moccasin
Water Moccasin ist eine Körperrutsche, die aus 3 geschlossenen Röhren besteht, die spiegelbildlich zur Mitte des Rutschturms und des Auffangbeckens angeordnet sind. Die beiden äußeren Röhren führen langsam in einer Helix nach unten (eine linksherum, eine rechtsherum). Die Mittlere Röhre führt jedoch aus gleicher Höhe ohne Helix direkt ins Auffangbecken, wodurch sie sehr steil und kurz wird.

#### Vanish Point
Bei Vanish Point handelt es sich um eine Free-Fall-Rutsche, bei welcher Personen aufrecht in einer Kapsel stehend starten. Danach fallen sie fast senkrecht durch eine Falltür auf die knapp 21 Meter hohe, steile Rutsche.

#### Runaway Rapids
Die Runaway Rapids sind ein Rutschenkomplex aus 5 offenen Körperrutschen, die in Kurven um einen ca. 10 Meter hohen Kunstberg führen.

### Mattenrutschen

#### Riptide
Riptide gehört zu den beliebtesten Attraktionen des Parks. Die 17 Meter hohe Mattenrutsche, auf der man mit Kopf voran rutscht, besitzt 4 Röhren. Ähnlich wie bei Taumata Racer im Schwesterpark Aquatica durchfährt man nach dem Start in geschlossenen Röhren eine Helix, bevor diese zusammengeführt werden und sich öffnen. Der Rest der Fahrt besteht aus einer nicht gleichmäßig steilen Abfahrt, die in einer Auslaufspur endet. Gerade durch den letzten Teil der Bahn herrscht eine Art Wettkampf zwischen den Rutschenden, wer als erster im Ziel ist.

### Reifenrutschen

#### Aruba Tuba & Calypso Coaster
Aruba Tuba & Calypso Coaster sind zwei Reifenrutschen im Süden des Parks. Sie werden mit Doppelreifen durchfahren, bestehen aus vielen Kurven und enden in demselben Auffangbecken.

#### Wahoo Run
Eine weitere Reifenrutsche, die sogar zu viert befahren werden kann, ist Wahoo Run. Die zum Teil geschlossene Rutsche bietet als Besonderheit 4 künstliche Wasserfälle, durch die die Gäste während der Fahrt hindurch fahren.

#### Colossal Curl
Bei der Vier-Personen-Reifenrutsche Colossal Curl soll durch stetiges Auf und Ab in hohen Kurven ein Gefühl der Schwerelosigkeit erzeugt werden.

#### Solar Vortex
Eine Gruppen-Reifenrutsche, die im Frühjahr 2020 eröffnet wurde. In der in Amerika einzigartigen Doppel-Tailspin-Wasserrutsche werden die Reifen mit bis zu vier Personen besetzt und erreichen eine Geschwindigkeit von bis zu 32 km/h.

### Strömungskanäle

#### Rambling Bayou
Rambling Bayou ist ein langsamer Strömungskanal, der zentral im Park gelegen ist.

### Wellenbäder

#### Endless Surf
Endless Surf ist ein Wellenbad, das im Nordwesten des Parks liegt. Es nimmt eine Gesamtfläche von ca. 1600 Quadratmetern ein.

### Wasserspielplätze

#### Fabian's Fun Port
Fabian´s Fun Port ist ein bunter Wasserspielplatz, der speziell für Kinder ausgelegt ist.

#### Splash Attack
Splash Attack ist ein Wasserspielplatz, der für größere Kinder und Erwachsene ausgelegt ist. Höhepunkt ist ein 3800 Liter fassender Holzeimer, der sich über die Besucher ergießt, wenn er vollgelaufen ist.

#### Paradise Lagoon
Entspannter Pool kombiniert mit einem spielerischen Hindernisparkour für Kinder.

### Geschlossene Attraktionen

#### Tampa Typhoon
Eine Wasserrutsche, die 2005 geschlossen wurde. Die Rutsche wurde in den späten 1980er Jahren eröffnet und teilte sich einen Turm mit Gulf Scream, einer heute nicht mehr existierenden Wasserrutsche. Mit einer Höhe von 21 m, ermöglichte sie den Besuchern einen kilometerweiten Ausblick.

#### Gulf Scream
Gulf Scream ist 64 Meter lange Körperrutsche, auf der bis zu 40 km/h erreicht werden können. Da die Rutsche nur auf das Geschwindigkeitserlebnis ausgelegt war, gab es keine Kurven. Nach dem Start ging es zuerst steil bergab, bevor man durch eine Auslaufspur rutscht, die in einem Auffangbecken endet. Es gab zwei Rutschspuren.

#### Key West Rapids
Key West Rapids war die höchste Rutsche im gesamten Park. Die Reifenrutsche, die aus mehreren Helix und Kurven besteht, besaß zusätzlich noch zwei Zwischenbecken, die langsam durchfahren wurden.

#### Everglides
Everglides war eine besondere Rutsche, die einzeln in einer Art Boot befahren wurde. Die Rutsche selbst bestand nur aus zwei Rutschkanälen, die aus einer Höhe von ca. 21 Metern steil hinab in ein Becken führten. Der eigentliche Höhepunkt bestand jedoch darin, dass man in dem Boot bis zu 18 Meter auf der Wasseroberfläche durch das Becken glitt.